# Hülya Avşar
Hülya Avşar  (Edremit, Balıkesir, Törökország, 1963. szeptember 10. –) kurd származású török színésznő, énekesnő.

## Életpályája
Balıkesir tartomány Edremit városában született. Az ankarai Köztársasági Líceumban végezte a középiskolát, valamint itt kezdett profi módon úszni. A családjával 1982-ben költözött Isztambulba. Avşar részt vett a Bulvar újság szervezte szépségversenyen (amit meg is nyert), később belemenekült egy rövid életű házasságba Mehmet Tecirlivel (1982–1983). 1983-ban debütált a Haram c. filmben, s azt ezt követő években több mint 70 filmben játszott főszerepet. Ebben a periódusban nyerte el a Moszkvai Nemzetközi Filmfesztivál legjobb női alakítás díját (Berlin Berlinben, 1993).
Az elmúlt években a zenében is képezte magát, és bemutatkozott néhány országos szervezésű hangversenyen is. Eddig hét albumot és egy szólólemezt jelentetett meg. 2000-ben Avşar megnyerte a legjobb női énekes díjat (Kral TV), s ebben az évben helyezkedett el a Günaydın újságnál, újságíróként. Mindemellett évekig volt a Hülya Avşar Show háziasszonya a Kanal D csatornán. Jelenleg a Hülya havi magazin szerkesztője, valamint rendszeresen teniszezik is. 2011-től 2013-ig a török The Voice énekes tehetségkutató egyik mestere volt, valamint 2009-től 2014-ig a Turkey’s Got Talent zsűritagja is volt.
1997-ben férjhez ment Kaya Çilingiroğluhoz, de 2005-ben elvált tőle; egy Zehra nevű kislányuk van, aki 1998. január 15-én született.
2015-ben a Szultána című sorozatban Safiye szultánát alakította.

## Filmográfia
| Év   | Cím                     | Szerep |
| ---- | ----------------------- | ------ |
| 1983 | Kahır                   |        |
| 1983 | Haram                   |        |
| 1983 | Çelik Mezar             |        |
| 1984 | Karanfilli Naciye       | Naciye |
| 1984 | Tutku                   |        |
| 1984 | Ömrümün Tek Gecesi      |        |
| 1984 | Yabancı                 |        |
| 1984 | Kaptan                  |        |
| 1984 | Güneş Doğarken          |        |
| 1984 | Ayşem                   | Ayşe   |
| 1984 | Nefret                  |        |
| 1985 | Tele Kızlar             |        |
| 1985 | Ölüm Yolu               |        |
| 1985 | Mavi Mavi               |        |
| 1985 | Sekreter                |        |
| 1985 | Tapılacak Kadın         |        |
| 1985 | Suçlu Gençlik           |        |
| 1985 | Paranın Esiri           |        |
| 1986 | Fatmagül'ün Suçu Ne     |        |
| 1986 | Uzun Bir Gece           |        |
| 1986 | Dağlı Güvercin          |        |
| 1986 | Üç Halka 25             |        |
| 1986 | Kısrak                  |        |
| 1986 | Aşk Hikayemiz           |        |
| 1986 | Alın Yazım              |        |
| 1986 | Sevda Ateşi             |        |
| 1986 | Mavi Melek              |        |
| 1987 | Yarın Yarın             |        |
| 1987 | Bir Kırık Bebek         |        |
| 1987 | Çil Horoz               |        |
| 1987 | Geri Dön                |        |
| 1987 | Alamancının Karısı      |        |
| 1987 | Ziyaret                 |        |
| 1988 | Aşıksın                 |        |
| 1988 | Hülya                   | Hülya  |
| 1988 | Melodram                |        |
| 1989 | Öğretmen Zeynep         | Zeynep |
| 1989 | Fotoğraflar             |        |
| 1989 | Fazilet                 |        |
| 1990 | Benim Sinemalarım       |        |
| 1993 | Hasan Boğuldu           |        |
| 1993 | Berlin in Berlin        |        |
| 1995 | Bir Kadının Anatomisi   |        |
| 1999 | Salkım Hanımın Taneleri |        |
| 2002 | Yeşil Işık              | Elif   |
| 2004 | Kalbin Zamanı           | Belkıs |
| 2005 | İki Genç Kız            | Leman  |
| 2005 | Hababam Sınıfı Askerde  | Zehra  |
| 2011 | 72. Koğuş               | Fatma  |
| 2018 | Selfi                   | Hülya  |

### Sorozatszerepei
- 1995: Sevginin Gücü
- 1999: Ah Bir Zengin Olsam
- 2001: Savunma
- 2004: Zümrüt
- 2004: Kadın İsterse
- 2006: Kadın Severse
- 2015–2016:  A szultána